# Cretoperipatus burmiticus
Cretoperipatus burmiticus (лат.) — вид вымерших онихофор из семейства Peripatidae. Единственный вид рода Cretoperipatus. Их ископаемые остатки известны из сеномана — турона позднего мела (99,6—93,5 млн лет назад). Голотип происходит из бирманского янтаря, найденного в штате Качин в Мьянме.

## Таксономия
Вид можно отнести к современному семейству Peripatidae. Хотя можно различить только пять пар ног, информации, полученной из окаменелости, достаточно, чтобы исключить отнесение к какому-либо известному современному роду.

## Палеонтология
Экземпляр Cretoperipatus burmiticus является одной из двух окаменелостей, которые уверенно относят к онихофорам, наряду с позднекаменноугольным видом Antennipatus.
Была выдвинута гипотеза, что онихофоры могли мигрировать из Гондваны в Юго-Восточную Азию через дрейф Индии на север. Исследование, опубликованное в 2016 году, пришло к выводу, что возраст бирманского янтаря подтверждает более раннюю миграцию через Европу. В том же исследовании также был сделан вывод, что Typhloperipatus williamsoni является ближайшим из ныне живущих родственников Cretoperipatus.